# Estación de Bir-Hakeim
La estación de Bir-Hakeim, de su nombre completo Bir-Hakeim - Tour Eiffel, es una estación del metro de París situada en el XV Distrito, al oeste de la capital. Pertenece a la línea 6. 
Ofrece una conexión con la línea C de la red de cercanías a través de largos pasillos que permiten llegar a la estación de Champ de Mars - Tour Eiffel.

## Historia
La estación abrió al público el 24 de abril de 1906 dentro de la línea 2 Sur, llamada así para distinguirla de la línea 2 norte, la actual línea 2, con el nombre de Grenelle, en alusión al barrio de Grenelle.  En 1907, fue absorbida por la línea 5. Finalmente, el 6 de octubre de 1942 pasó a integrarse en la línea 6.
El 18 de junio de 1949 cambió su nombre por Bir Hakeim - Grenelle, conmemorando la batalla de Bir Hakeim y refiriéndose al nombre del puente por donde la línea atraviesa el río Sena.
En 1998, desapareció la referencia a Grenelle y añadiéndose la coletilla Tour Eiffel dado que es la estación más cercana al monumento. 

## Descripción
Se compone de dos vías y de dos andenes laterales de 75 metros. Es una estación aérea ya que en dirección a Nation la línea 6 deja de ser subterránea desde la vecina Estación de Passy. Poco antes de llegar a Bir-Hakeim, el trazado supera el río Sena a través del viaducto de Passy que se sitúa sobre el emblemático puente de Bir Hakeim. 
Renovada en 2009, luce unas paredes verticales totalmente revestidas de azulejos blancos biselados. Toda la estación está resguardada por una marquesina parcialmente transparente. Un entramado de vigas y columnas de acero apoyadas en las paredes de la estación sostienen toda la estructura. En cada extremo de la cubierta de la estación se puede observar una vidriera que es amarilla en dirección a Nation y azul en dirección a Charles de Gaulle - Étoile. Ambas fueron regaladas por el metro de Chicago a cambio de uno de los clásicos edículos del metro de París realizado por Hector Guimard y que se encuentra en la estación de Van Buren Street. 
La iluminación corre a cargo del modelo new néons exterieur, una versión renovada de la iluminación antes empleada en las estaciones exteriores. Los puntos de luz, con forma de cilindro, se ubican bajo la viga principal que soporta el techo en cada andén. A pesar de la renovación, la estación sigue contando también con clásicas lámparas que se descuelgan del techo para completar la iluminación.  
La señalización por su parte, usa la moderna tipografía Parisine donde el nombre de la estación aparece en letras blancas sobre un panel metálico de color azul. Por último, los asientos, de estilo Motte, combinan pequeñas zonas semicirculares de cemento revestidas de azulejos blancos que sirven de banco improvisado con algunos asientos individualizados del mismo color que se sitúan sobre dichas estructuras.  
En los andenes de la estación se encuentran dos paneles conmemorativos: uno en recuerdo de la Batalla de Bir Hakeim y otro relativo a la redada del Velódromo de Invierno acontecida durante la Segunda Guerra Mundial y que fue la mayor redada realizada contra los judíos en Francia durante el conflicto armado.

## Accesos
La estación dispone de tres accesos:
- Acceso 1: calle Nelaton
- Acceso 2: bulevar de Grenelle, n.º 2
- Acceso 3: plaza des Martyrs des Vélodromes